# Autostrada A6 (Chorwacja)
Autostrada A6 w Chorwacji (Autocesta A6) – autostrada w północnej części Chorwacji, będąca własnością prywatnej firmy Autocesta Rijeka – Zagreb (ARZ). Przebiega od Rijeki (ściślej: od węzła Orehovica) do węzła Bosiljevo i dalej do Zagrzebia jako A1. Autostrada jest w całości płatna.

## Historia budowy
Autostrada budowana była od 1971 roku. Pierwszy odcinek od Rijeki do węzła Kikovica (10,5 km) otwarto w 1971 roku. Kolejne odcinki otwierano głównie w półprofilu:
- do miejscowości Kupjak (zjazd Ravna Gora), łącznie 46,8 km, w latach 1971 do 1982 oraz w 1996 i 1997 roku
- od Ravnej Gory do Bosilijeva i dalej do Karlovaca (obecnie fragment A1) w czerwcu 2004 roku. Obwodnica Vrbovska (około 10 km) została zbudowana jako odcinek dwujezdniowy.

Po tym czasie zaczęto dobudowywać drugą jezdnię autostrady na pozostałych odcinkach. Dobudowano łącznie 55,5 km drugiej jezdni. Autostrada została oddana w całości do użytku 29 października 2008 roku co zbiegło się z oddaniem całości autostrady M7 na Węgrzech. Dzięki temu Budapeszt ma bezpośrednie autostradowe połączenie z Rijeką.
Obecnie cała autostrada ma oddzielne jezdnie w każdym kierunku. Również wszystkie tunele mają po dwie nitki.